# .gg
.gg je vrhovna internetska domena (country code top-level domain - ccTLD) za Guernsey. Domenom upravlja Island Networks.

## Vanjske poveznice
- IANA .gg whois informacija  Arhivirana inačica izvorne stranice od 20. listopada 2007. (Wayback Machine)